# Université de médecine et de pharmacie de l'Université nationale du Vietnam de Hanoï
L'Université de médecine et de pharmacie de l'Université nationale du Viêt Nam de Hanoï (vietnamien : Trường Đại học Y Dược, Đại học Quốc gia Hà Nội；anglais : VNU University of medicine and pharmacy) est une université spécialisée en médecine et en pharmacie au Vietnam, membre de Université nationale du Viêt Nam de Hanoï.

## Histoire

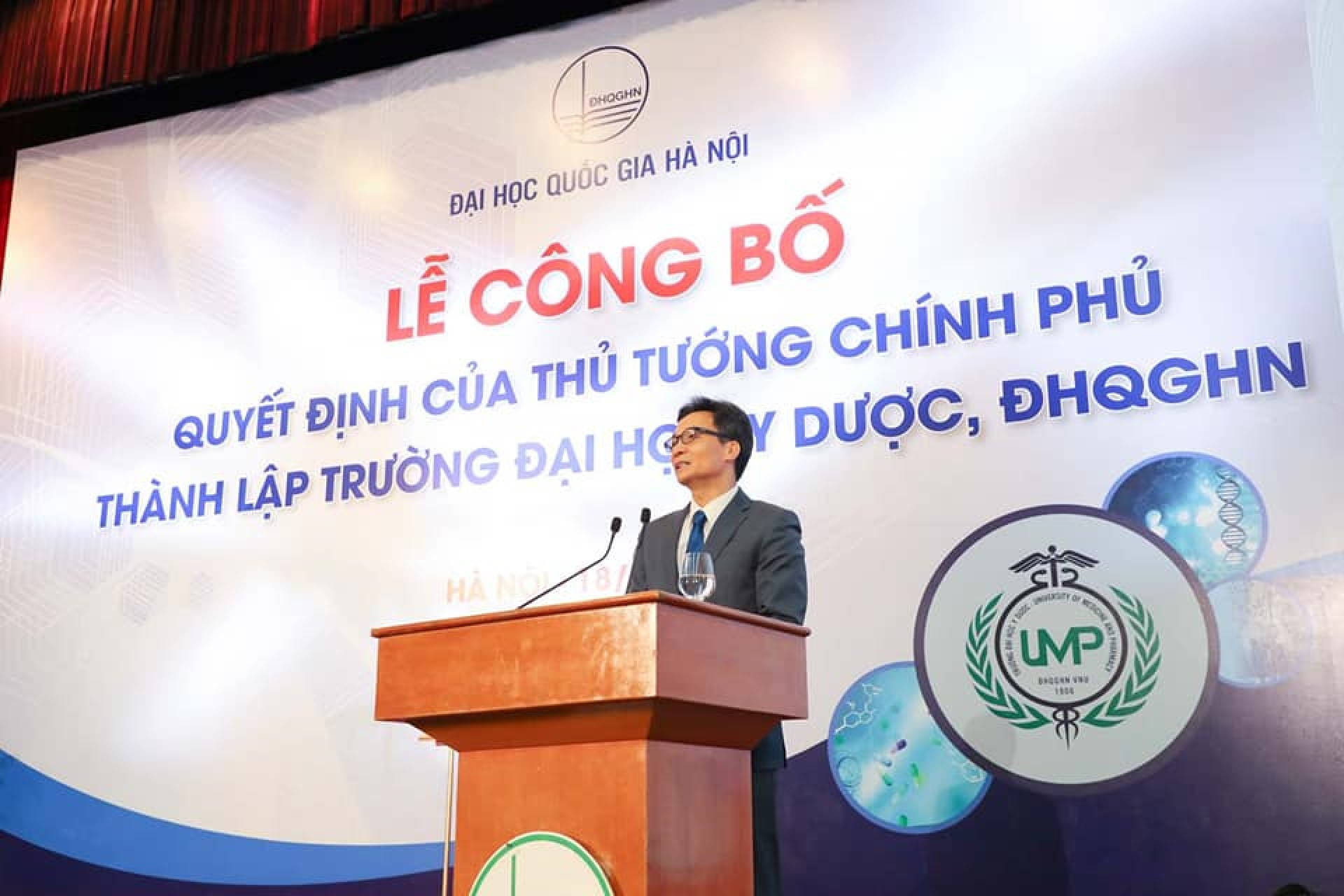
L'ancien vice-Premier ministre Vu Duc Dam lors de la cérémonie de fondation de Faculté des médecine et de pharmacie, Université nationale du Viêt Nam de Hanoï, le 18 novembre 2020.

Le 20 mai 2010, Pr Dr Mai Trong Nhuan (ancien directeur de l'VNU-HN) a signé la décision de créer la Faculté des médecine et de pharmacie de Université nationale du Viêt Nam de Hanoï.
En 2012, la Faculté des médecine et de pharmacie a organisé l'admission pour former deux spécialités : Médecine Générale et Pharmacie.
Le 27 octobre 2020, l'Université de médecine et de pharmacie a été créée par le Premier Ministre sur la base de l'héritage de la Faculté des médecine et de pharmacie, approuvé par le Directeur de l'Université nationale du Viêt Nam de Hanoï.
Le 23 décembre 2022, l'Université de médecine et de pharmacie de Université nationale du Viêt Nam de Hanoï a organisé une cérémonie pour annoncer la décision de créer l'École d'Odonto-Stomatologie.
Le 24 mai 2023, l'Université de médecine et de pharmacie de Université nationale du Viêt Nam de Hanoï a organisé une cérémonie pour annoncer la décision de créer l'École de pharmacie.

## Installation
- Xuân Thủy

Dịch Vọng Hậu, Cầu Giấy, Hà Nội, Việt Nam.
- Hòa Lạc

Thạch Hòa, Thạch Thất, Hà Nội, Việt Nam.

## Personnel
Conseil d'administration :
- Directeur : Pr Dr PD. Le Ngoc Thanh - Ancien directeur du centre cardiovasculaire de l'hôpital Central E ; Ancien directeur de l'hôpital Central E.[7]
- Directeur adjoint :
  1. Pr Dr Nguyen Thanh Hai
  2. MCF. Dr Dao Xuan Co (simultanément)
  3. MCF. Dr Pham Nhu Hai
  4. MCF. Dr Dinh Doan Long
  5. MCF. Dr Trinh Hoang Ha (simultanément)
  6. Dr Duong Duc Hung (simultanément)
  7. Dr Nguyen Thi Anh Thu (simultanément)

## Programmes d'apprentissage

### Premier cycle (06)
- Médecine générale.
- Odonto-stomatologie.
- Soins infirmiers.
- Pharmacie
- Technique de laboratoire médical.
- Technicien en imagerie médicale.

### Maître (10)
- Pédiatrie.
- Ophtalmologie.
- Odonto-stomatologie.
- Chirurgie.
- Anesthésie-réanimation.
- Otorhinolaryngologie.
- Médecine interne.(Choisissez 1 des 3 spécialisations : médecine interne, médecine du sport, accident vasculaire cérébral et maladies cérébrovasculaires)
- Gynécologie obstétrique.
- Oncologie.
- Radiologie médicale et Médecine nucléaire.

### Résidence (13)
- Oncologie.
- Diagnostic Imagine.
- Ophtalmologie.
- Médecine interne.
- Gynécologie obstétrique.
- Pédiatrie.
- Otorhinolaryngologie.
- Anesthésiologie.
- Chirurgie plastique.
- Infectiologie.
- Réanimation.
- Odonto-stomatologie.

### Formation médicale continue
Des formations de courte durée ont lieu chaque année à l'université telles que :
- Base électrocardiographie.
- Général échographie.
- Administration de la santé.
- Pédagogie médicale.
- Prévention et contrôle des infections.
- De base implant dentaire.
- Médecine esthétique et application du laser et des technologies de cellules souches en dermatologie.